# Lista di standard ISO

Logo dell'organizzazione ISO (International Organization for Standardization)

Logo ISO nella versione in colore blu con descrizione

Questa è una lista di standard ISO.

## ISO 1 - ISO 999
- ISO 1 temperatura di riferimento per le misurazioni geometriche
- ISO 2 designazione della direzione di torsione per filati, nastri cardati, torciture, stoppini, cordature e prodotti correlati.
- ISO 9 traslitterazione di alfabeto latino e cirillico
- ISO 16 frequenza di riferimento per le note musicali
- ISO 31 quantità e unità di misura
- ISO 216 dimensioni dei fogli di carta di tipo Ax e Bx
- ISO 269 dimensioni dei fogli di carta di tipo Cx
- ISO 639 codici per la rappresentazione dei nomi delle lingue
  - ISO 639-1:2002 codici per la rappresentazione dei nomi delle lingue -- Parte 1: codice Alpha-2
  - ISO 639-2:1998 codici per la rappresentazione dei nomi delle lingue -- Parte 2: codice Alpha-3
  - ISO 639-3:2005 codici per la rappresentazione dei nomi delle lingue -- Parte 3: codice Alpha-3
- ISO 646 varianti del codice ASCII a 7 bit
- ISO 690 riferimenti bibliografici
- ISO 717 indici di valutazione delle grandezze per l'isolamento acustico
- ISO 732 formato 120 della pellicola fotografica

## ISO 1000 - ISO 4999
- ISO 1000 unità di misura SI
- ISO 1007 formato 135 della pellicola fotografica
- ISO 1101 indicazione delle tolleranze geometriche - tolleranze di forma, di orientamento, localizzazione e oscillazione
- ISO/IEC 1539-1 linguaggio di programmazione Fortran
- ISO 2022 Informatica: strutture per i codici dei caratteri e tecniche di estensione
- ISO 2108 standard internazionale di numerazione dei libri (codice ISBN)
- ISO 2409 Pitture e vernici - Collaudo a graffi incrociati
- ISO 2451 Chicchi di cacao - specifiche dei requisiti per i chicchi di cacao
- ISO 2692 Specifiche geometriche dei prodotti (GPS) - Indicazione delle tolleranze geometriche - Requisito di massimo materiale (MMR), requisito di minimo materiale (LMR) e requisito di reciprocità (RPR)
- ISO 2709 Specifica per la rappresentazione dell'informazione bibliografica.
- ISO 2812-1 Pitture e Vernici - Determinazione della resistenza ai liquidi - Parte 1: immersione in liquidi diversi dall'acqua
- ISO 2812-2 Pitture e Vernici - Determinazione della resistenza ai liquidi - Parte 2: immersione in acqua
- ISO 2848 Dimensioni preferiti dei componenti
- ISO 3029 formato 126 della pellicola fotografica
- ISO 3103 metodo per la preparazione del tè per l'uso in test sensoriali
- ISO 3506 acciaio inox
- ISO 3166 codici per le nazioni e loro suddivisioni
  - ISO 3166-1 codici per le nazioni e le aree dipendenti, inizialmente pubblicato nel 1974
    - ISO 3166-1 alpha-2 codici nazionali a due lettere
    - ISO 3166-1 alpha-3 codici nazionali a tre lettere
    - ISO 3166-1 numerico

  - ISO 3166-2 principali suddivisioni di una nazione o sua dipendenza.
  - ISO 3166-3 codici ISO 3166-1 obsoleti, inizialmente pubblicato nel 1998.
- ISO 3382 misura del tempo di riverbero di una stanza con riferimento ad altri parametri acustici 1997
- ISO 3602 romanizzazione del giapponese
- ISO 3864 etichette di sicurezza
- ISO 41XX olii sintetici
- ISO 4217 codici delle valute
- ISO 4416 abbigliamento - sistema per il disegno e le taglie per l'abbigliamento intimo femminile
- ISO/IEC 4873:1991 codice a 8-bit per lo scambio di informazioni

## ISO 5000 - ISO 8999
- ISO 5127 informazione e documentazione - Principi e vocabolario (inizialmente pubblicato in diversi parti tra il 1983 e il 1987, la prima edizione in un unico documento è stata pubblicata nel 2001; la seconda edizione, attualmente vigente, è del 2017)[1]
- ISO 5218 tecnologia dell'informazione - Codici per la rappresentazione dei sessi umani
- ISO 5258:2022 Healthcare organization management — Pandemic response (respiratory) — Drive-through screening station
- ISO 5455 disegno tecnico: scale di rappresentazione
- ISO 6028:2023 Healthcare organization management — Pandemic response — Functional requirements for self-symptom checker app
- ISO 6166 numero identificativo internazionale dei valori mobiliari (ISIN)
- ISO 6429 informatica: funzioni di controllo per i set di caratteri codificati
- ISO 6709 rappresentazione standard di latitudine, longitudine ed altitudine dei punti geografici
- ISO 7098 romanizzazione del cinese
- ISO 7101:2023 Gestione organizzazione sanitaria — Sistemi di gestione per la qualità nelle organizzazioni sanitarie - Requisiti
- ISO 7372 scambio di dati commerciali
- ISO 7498 interconnessione di sistemi aperti
- ISO/IEC 7501-1:1997 carte d'identità - documenti di viaggio leggibili da macchine (Parte 1: passaporti leggibili da macchine; Parte 2: visti leggibili da macchine; Parte 3: documenti ufficiali di viaggio leggibili da macchine)
- ISO 7775
- ISO/IEC 7810 caratteristiche e standard costruttivi di carte d'identità e simili (4 diversi sottotipi ID000 - ID03)
- ISO 7811 tecniche di registrazione per carte d'identità
- ISO 8015 specifiche geometriche dei prodotti
- ISO 8601 rappresentazione di data e ora
- ISO 8802-x IEEE 802-x LAN/MAN Standards Committee
- ISO/IEC 8824 Abstract Syntax Notation One (ASN.1)
- ISO/IEC 8825 ASN.1 regole di codifica
- ISO 8859 codifica dei caratteri
  - ISO 8859-1 Latino-1
  - ISO 8859-2 Latino-2
  - ISO 8859-3 Latino-3 o "Sud europeo"
  - ISO 8859-4 Latino-4 o "Nord europeo"
  - ISO 8859-5 Cirillico
  - ISO 8859-6 Arabo
  - ISO 8859-7 Greco
  - ISO 8859-8 Ebraico
  - ISO 8859-9 Latino-5
  - ISO 8859-10 Latino-6, riarrangiamento dell'8859-4
  - ISO 8859-15 Latino-15, revisione dell'8859-1
  - ISO 8859-16 Latino-10 linguaggi del sud-est europeo e altri linguaggi
- ISO 8879 Standard Generalized Markup Language (SGML)

## ISO 9000 - ISO 9999
- ISO 9000 Sistemi di gestione per la qualità - Fondamenti e vocabolario
- ISO 9001 Sistemi di gestione per la qualità - Requisiti
- ISO 9004 Gestire un'organizzazione per il successo durevole - L approccio della gestione per la qualità
- ISO 9069 strumenti di supporto all'SGML - SGML Document Interchange Format (SDIF)
- ISO/IEC 9075 SQL
- ISO/IEC 9126 - Standard di qualità software
- ISO 9362 Codice di Identificazione Bancaria o sistema BIC
- ISO/IEC 9579 accesso remoto a database per SQL
- ISO 9660 filesystem per CD-ROM
- ISO/IEC 9899 linguaggio di programmazione C
- ISO/IEC 9945 Portable Operating System Interface (POSIX)
- ISO 9999 Prodotti d'assistenza per persone con disabilità - Classificazione e terminologia

## ISO 10000 - ISO 10999
- ISO 10001 Gestione per la qualità - Soddisfazione del cliente - Linee guida per i codici di condotta delle organizzazioni
- ISO 10002 Gestione per la qualità - Soddisfazione del cliente - Linee guida per il trattamento dei reclami nelle organizzazioni
- ISO 10003 Gestione per la qualità - Soddisfazione del cliente - Linee guida per la risoluzione delle dispute all'esterno delle organizzazioni
- ISO 10004 Gestione per la qualità - Soddisfazione del cliente - Linee guida per il monitoraggio e la misurazione
- ISO 10005 Gestione per la qualità - linee guida per i piani della qualità
- ISO 10006 Gestione per la qualità - linee guida per la qualità nel project management
- ISO 10007 Gestione per la qualità - linee guida per la gestione della configurazione (configuration management)
- ISO 10008 Gestione per la qualità - Soddisfazione del cliente - Linee guida per le transazioni di commercio elettronico business-to-consumer
- ISO 10012 Sistemi di gestione della misurazione - Requisiti per i processi e le apparecchiature di misurazione
- ISO/IEC 10021 Message Oriented Text Interchange Systems (MOTIS)
- ISO/IEC 10026 Open systems interconnect
- ISO/IEC 10179:1996 Document Style Semantics and Specification Language (DSSSL)
- ISO 10279 linguaggio di programmazione BASIC
- ISO 10303 Standard per lo scambio di dati dei prodotti (STEP)
  - ISO 10303-11: metodi di descrizione: linguaggio EXPRESS
  - ISO 10303-28: metodi di implementazione: rappresentazioni XML di schemi e dati EXPRESS
- ISO 10646 Universal Character Set (Unicode)
- ISO 10668 Valutazione del marchio (Brand) - Requisiti per la valutazione economica del marchio
- ISO 10962 Strumenti finanziari
- ISO 10993 Valutazione biologica dei dispositivi biomedici

## ISO 11000 - ISO 11999
- ISO/IEC 11172 MPEG-1
- ISO 11180 indirizzamento postale
- ISO 11404 Tipi di dati a scopo generico
- ISO 11507 Pitture e Vernici — Esposizione dei rivestimenti all'invecchiamento artificiale — Esposizione a lampade a fluorescenza Ultra Violetta (UV) ed acqua
- ISO 11521 sostituito da ISO 15022
- ISO 11607-1:2019 Imballaggi per dispositivi medici sterilizzati terminalmente - Parte 1: Requisiti per materiali, sistemi di barriera sterili e sistemi di imballaggio
- ISO 11799:2015 Informazioni e documentazione - Requisiti per l'archiviazione di documenti per materiale di archivio e biblioteca

## ISO 12000 - ISO 12999
- ISO 12000 Materie plastiche/gomma - Dispersioni polimeriche e lattici di gomma (naturale e sintetica) - Definizioni e revisione dei metodi di prova
- ISO 12207 Gestione del ciclo di vita del software
- ISO 12500-1 Filtri per aria compressa - Metodi di prova - Parte 1: aerosol di petrolio
- ISO 12999-1 Acustica - Determinazione e applicazione dell'incertezza di misurazione nell'acustica in edilizia - Parte 1: Isolamento acustico

## ISO 13000 - ISO 13999
- ISO 13009:2015 Turismo e servizi correlati - Requisiti e raccomandazioni per le attività in spiaggia
- ISO/IEC 13249 SQL pacchetti applicativi e multimediali
- ISO 13450 formato 110 della pellicola fotografica
- ISO 13485 Dispositivi medici - Sistemi di gestione per la qualità - Requisiti per scopi regolamentari
- ISO 13490 Informatica: struttura di volumi e file per compact disc read-only e write-once per lo scambio di informazioni
- ISO 13567 codifica dei layer nel disegno CAD
- ISO 13616 Codici bancari di conto corrente (IBAN)
- ISO/IEC 13818 MPEG-2

## ISO 14000 - ISO 14999
- ISO 14001 Sistemi di gestione ambientale - Requisiti e guida per l'uso
- ISO 14004 Sistemi di gestione ambientale - Linee guida generali per l'implementazione
- ISO 14006:2020 Sistemi di gestione ambientale - Linee guida per l integrazione dell ecodesign
- ISO 14015:2022 Gestione ambientale - Valutazione dei siti e delle organizzazioni
- ISO 14020 Etichette e dichiarazioni ambientali - Principi generali
- ISO 14021 Etichette e dichiarazioni ambientali - Asserzioni ambientali auto-dichiarate (etichettatura ambientale di Tipo II)
- ISO 14024 Etichette e dichiarazioni ambientali - Etichettatura ambientale di Tipo I - Principi e procedure
- ISO 14025 Etichette e dichiarazioni ambientali - Dichiarazioni ambientali di Tipo III - Principi e procedure
- ISO 14031 Gestione ambientale - Valutazione della prestazione ambientale - Linee guida
- ISO 14040 Gestione ambientale - Valutazione del ciclo di vita - Principi e quadro di riferimento
- ISO 14044 Gestione ambientale - Valutazione del ciclo di vita - Requisiti e linee guida
- ISO 14045 Gestione ambientale - Valutazione dell'eco-efficienza di un sistema di prodotto - Principi, requisiti e linee guida
- ISO/TR 14047 Gestione ambientale - Valutazione dell'impatto del ciclo di vita - Esempi di applicazione della ISO 14042
- ISO/TS 14048 Gestione ambientale - Valutazione del ciclo di vita - Formato dei documenti e dei dati
- ISO/TR 14049 Gestione ambientale - Valutazione del ciclo di vita - Esempi di applicazione della ISO 14041 per l'obiettivo e scopo e l'inventario dei dati
- ISO 14050 Gestione ambientale - Vocabolario
- ISO/TR 14061 Informazioni per assistere le organizzazioni forestali nell'uso di Gestione Ambientale norme di sistema ISO 14001 e ISO 14004
- ISO/TR 14062 Gestione ambientale - Integrazione degli aspetti ambientali nella progettazione e nello sviluppo del prodotto
- ISO 14063 Comunicazione ambientale - Linee guida ed esempi
- ISO 14064 Gas serra
- ISO 14064-1 Gas ad effetto serra - Parte 1: Specifiche e guida, al livello dell'organizzazione, per la quantificazione e la rendicontazione delle emissioni di gas ad effetto serra e della loro rimozione
- ISO 14064-2 Gas ad effetto serra - Parte 2: Specifiche e guida, al livello di progetto, per la quantificazione, il monitoraggio e la rendicontazione delle riduzioni delle emissioni di gas ad effetto serra o dell'aumento della loro rimozione
- ISO 14064-3 Gas ad effetto serra - Parte 3: Specifiche e guida per la validazione e la verifica delle asserzioni relative ai gas ad effetto serra
- ISO 14065 Gas ad effetto serra - Requisiti per gli organismi di validazione e verifica dei gas a effetto serra per l'uso in accreditamento o altre forme di ricognizione
- ISO 14066 Gas ad effetto serra - Requisiti di competenza dei gruppi di validazione e verifica dei gas a effetto serra
- ISO/TS 14067 Carbon footprint di prodotti - Requisiti e linee guida per la quantificazione e comunicazione
- ISO 14443 RFID: tag a 13,56 MHz
- ISO/IEC 14496 MPEG-4
- ISO 14651 Informatica: comparazione e ordinamento internazionale di stringhe
- ISO 14971 Dispositivi medici - Applicazione della gestione dei rischi ai dispositivi medici
- ISO/IEC 14977 forma Backus-Naur estesa (EBNF)
- ISO/IEC 14882 linguaggio di programmazione C++
- ISO/IEC 14908 protocollo di comunicazione per reti informatiche locali LonWorks

## ISO 15000 - ISO 15999
- ISO 15022 strumenti finanziari: schema per i messaggi
- ISO 15085 Prevenzione contro le cadute in mare e mezzi di rientro a bordo.
- ISO 15189:2022 Laboratori medici - Requisiti riguardanti la qualità e la competenza
- ISO/IEC 15408 criteri comuni - criteri di valutazione per la sicurezza informatica
- ISO/IEC 15444 JPEG 2000
- ISO/IEC 15445:2000 ISO HTML, un sottoinsieme dell'Hypertext Markup Language (HTML) 4
- ISO 15511 identificatore standard internazionale delle biblioteche e delle organizzazioni collegate
- ISO 15693 RFID: tag a 13,56 MHz
- ISO 15924 codici per la rappresentazione di nomi di script
- ISO/IEC 15948:2003. PNG
- ISO 15961 RFID: Data Protocol, si occupa del trasferimento dei dati da e verso le unità di lettura
- ISO 15962 RFID: Data Protocol, si occupa dell'organizzazione e dell'elaborazione dei dati
- ISO 15963 RFID: Unique Identifier, ovvero possibilità di utilizzo e realizzazione di numeri univoci identificativi per transponder
- ISO 15901-2:2022 Distribuzione delle dimensioni dei pori e porosità dei materiali solidi mediante porosimetria del mercurio e adsorbimento di gas — Parte 2: Analisi dei nanopori mediante adsorbimento di gas

## ISO 16000 - ISO 16999
- ISO 16000-1 Aria in ambienti confinati - Parte 1: Aspetti generali della strategia di campionamento
- ISO 16000-2 Aria in ambienti confinati - Parte 2: Strategia di campionamento per la formaldeide
- ISO 16000-3 Indoor air Determination of formaldehyde and other carbonyl compounds in indoor air and test chamber air -- Active sampling method
- ISO 16000-4 Indoor air Determination of formaldehyde -- Diffusive sampling method
- ISO 16000-5 Aria in ambienti confinati - Parte 5: Strategia di campionamento per i composti organici volatili (VOC)
- ISO 16000-6 Indoor air Determination of volatile organic compounds in indoor and test chamber air by active sampling on Tenax TA sorbent, thermal desorption and gas chromatography using MS or MS-FID
- ISO 16000-7 Aria in ambienti confinati - Parte 7: Strategia di campionamento per la determinazione di concentrazioni di fibre di amianto sospese in aria
- ISO 16000-8 Indoor air — Part 8: Determination of local mean ages of air in buildings for characterizing ventilation conditions
- ISO 16000-9 Aria in ambienti confinati - Parte 9: Determinazione delle emissioni di composti organici volatili da prodotti da costruzione e da prodotti di finitura - Metodo in camera di prova di emissione
- ISO 16000-10 Aria in ambienti confinati - Parte 10: Determinazione delle emissioni di composti organici volatili da prodotti da costruzione e da prodotti di finitura - Metodo in cella di prova di emissione
- ISO 16000-11 Aria in ambienti confinati - Parte 11: Determinazione delle emissioni di composti organici volatili da prodotti da costruzione e da prodotti di finitura - Campionamento, conservazione dei campioni e preparazione dei provini
- ISO 16000-12 Aria in ambienti confinati - Parte 12: Strategia di campionamento per policlorobifenili (PCB), policlorodibenzo-p-diossine (PCDD), policlorodibenzofurani (PCDF) e idrocarburi policiclici aromatici (IPA)
- ISO 16000-13 Indoor air Determination of total (gas and particle-phase) polychlorinated dioxin-like biphenyls (PCBs) and polychlorinated dibenzo-p-dioxins/dibenzofurans (PCDDs/PCDFs) -- Collection on sorbent-backed filters
- ISO 16000-14 Indoor air Determination of total (gas and particle-phase) polychlorinated dioxin-like biphenyls (PCBs) and polychlorinated dibenzo-p-dioxins/dibenzofurans (PCDDs/PCDFs) -- Extraction, clean-up and analysis by high-resolution gas chromatography and mass spectrometry
- ISO 16000-15 Aria in ambienti confinati - Parte 15: Strategia di campionamento per diossido di azoto (NO2)
- ISO 16142-1:2016 Dispositivi medici - Principi essenziali riconosciuti di sicurezza e prestazioni dei dispositivi medici - Parte 1 Principi essenziali generali e principi essenziali specifici aggiuntivi per tutti i dispositivi medici non-IVD e indicazioni sulla selezione degli standard
- ISO 16750 Veicoli stradali: condizioni ambientali e prove elettriche per apparecchiature elettriche ed elettroniche.
- ISO TS 16949 Specifiche particolari per l'applicazione delle norme ISO 9001:2000 del settore Automotive.

## ISO 17000 - ISO 17999
- ISO/IEC 17000 Valutazione della conformità - Vocabolario e principi generali
- ISO/IEC 17011:2017 Valutazione della conformità - Requisiti per gli organismi di accreditamento che accreditano organismi di valutazione della conformità
- ISO/IEC 17021-1 Valutazione della conformità - Requisiti per gli organismi che forniscono audit e certificazione di sistemi di gestione - Parte 1: Requisiti
- ISO/IEC 17024 Valutazione della conformità - Requisiti generali per organismi che eseguono la certificazione di persone
- ISO/IEC 17025 Sistema di gestione qualità dei laboratori di prova e taratura
- ISO/IEC 17029:2019 Valutazione della conformità - Requisiti generali per gli organismi di verifica e convalida
- ISO/TS 17033:2019 Asserzioni etiche ed informazioni di supporto - Principi e requisiti
- ISO/IEC 17043:2023 Valutazione della conformità - Requisiti generali per la competenza dei provider di prove valutative interlaboratorio
- ISO 17799 Informatica: Codice di condotta per la gestione della sicurezza dell'informazione

## ISO 18000 - ISO 18999
- ISO 18000 RFID: Parte 1, generale; parti 2-7, specifiche per le varie bande di frequenza[2][3]
- ISO 18092 Tecnologia dell'informazione - Telecomunicazioni e scambio di informazioni tra sistemi - Near Field Communication - Interfaccia e protocollo (NFCIP-1)
- ISO/IEC 18181 Formato di compressione immagini JPEG-XL
- ISO 18788 Sistema di gestione per operazioni di sicurezza private - Requisiti con istruzioni per l'uso

## ISO 19000 - ISO 19999
- ISO 19001 [Dispositivi medico-diagnostici in vitro - Informazioni fornite dal fabbricante con i reagenti diagnostici in vitro utilizzati per la colorazione in biologia
- ISO 19011 Linee guida per audit di sistemi di gestione
- ISO 19101 Geografia: modello di riferimento
- ISO 19105 Geografia: conformità e test
- ISO 19107 Geografia: schema spaziale
- ISO 19108 Geografia: schema temporale
- ISO 19111 Geografia: riferimento spaziale per coordinate
- ISO 19113 Geografia: principi di qualità
- ISO 19115 Geografia: Metadata
- ISO 19600 Sistemi di gestione della conformità (compliance) - Linee guida (sostituita da ISO 37301:2021)
- ISO/IEC 19757 Document Schema Definition Languages (DSDL)
- ISO/IEC FDIC 19757-2 validazione basata su grammatica regolare RELAX NG
- ISO/IEC 19757-3 validazione basata su regole - Schematron

## ISO 20000 - ISO 20999
- ISO 20000-1:2011 - IT Service Management
- ISO 20121:2012 Sistema di gestione sostenibile per gli eventi[4]
- ISO 20400:2017 Sustainable procurement -- Guidance (in italiano: Acquisti sostenibili - Guida)
- ISO 20488:2018 Recensioni dei consumatori online - Principi e requisiti per la loro raccolta, moderazione e pubblicazione
- ISO 20671-1:2021 Brand evaluation - Part 1: Principles and fundamentals (in italiano: Valutazione del marchio - Principi e fondamenti)
- ISO 20671-2:2022 Brand evaluation - Part 2: Implementation and reporting (in italiano: Attuazione e rendicontazione)
- ISO 20671-3:2023 Brand evaluation - Part 3: Requirements and recommendations for brands related to geographical indications (in italiano: Requisiti e raccomandazioni per i marchi relativi alle indicazioni geografiche)
- ISO 20700:2017 Guidelines for management consultancy services (in italiano: Linea guida per i servizi di consulenza di management)
- ISO 20771:2020 Legal translation — Requirements (in italiano: Traduzione legale - Requisiti)
- ISO 20900:2019 Sistemi di trasporto intelligenti - Sistemi di parcheggio parzialmente automatizzati (PAPS) - Requisiti di prestazione e procedure di prova
- ISO 20916:2019 Dispositivi medico-diagnostici in vitro - Studi delle prestazioni cliniche utilizzando campioni di soggetti umani - Buona pratica di studio
- ISO/IEC 20922:2016 Protocollo di messaggistica leggero di tipo publish-subscribe

## ISO 21000 - ISO 21999
- ISO 21300:2019 Medicina tradizionale cinese - Linee guida e specifiche per la materia medica cinese
- ISO 21500 - Guida alla gestione dei progetti project management.
- ISO 21001 - Organizzazioni educative - Sistemi di gestione per organizzazioni educative - Requisiti con istruzioni per l'uso
- ISO 21401 - Turismo e servizi connessi - Sistema di gestione della sostenibilità per strutture ricettive - Requisiti

## ISO 22000 - ISO 22999
- ISO 22000 Sistemi di gestione per la sicurezza alimentare - Requisiti per qualsiasi organizzazione nella filiera alimentare
- ISO 22112:2017 Odontoiatria - Denti artificiali per protesi dentali
- ISO 22222 Pianificazione finanziaria, economica e patrimoniale personale (personal financial planning) - Requisiti per i pianificatori finanziario-economico- patrimoniali personali (personal financial planner)
- ISO/IEC 22250-1 Nucleo RELAX
- ISO 22300:2018 Sicurezza e resilienza - Vocabolario
- ISO 22301 Sicurezza della società - Sistemi di gestione della continuità operativa - Requisiti
- ISO 22313 Sicurezza della società - Sistemi di gestione della continuità operativa - Guida
- ISO 22380:2018 Sicurezza e resilienza - Autenticità, integrità e affidabilità di prodotti e documenti - Principi generali afferenti al rischio di frode sui prodotti e contromisure
- ISO 22381:2018 Sicurezza e resilienza - Autenticità, integrità ed affidabilità di prodotti e documenti - Linee guida per stabilire l'interoperabilità tra i sistemi di identificazione degli oggetti, al fine di scoraggiare la contraffazione e il commercio illecito
- ISO 22382:2018 Sicurezza e resilienza - Autenticità, integrità e affidabilità per prodotti e documenti - Linee guida per il contenuto, la sicurezza, l'emissione e l'esame dei bolli fiscali
- ISO 22383:2020 Sicurezza e resilienza -- Autenticità, integrità e fiducia per prodotti e documenti -- Linee guida per la selezione e la valutazione delle prestazioni delle soluzioni di autenticazione per i beni materiali
- ISO 22384:2020 Sicurezza e resilienza -- Autenticità, integrità e fiducia per prodotti e documenti -- Linee guida per stabilire e monitorare un piano di protezione e la sua attuazione
- ISO 22395:2018 Sicurezza e resilienza - Comunità resiliente - Linee guida per supportare persone vulnerabili in un'emergenza
- ISO 22600-1:2014 Informatica medica - Gestione privilegiata e controllo di accesso - Parte 1: Gestione politica e visione d’insieme
- ISO 22715 Cosmetici - Imballaggio ed etichettatura
- ISO 22716 Cosmetici - Pratiche di buona fabbricazione (GMP) - Linee guida sulle pratiche di buona fabbricazione
- ISO 22803:2006 Odontoiatria - Materiali delle membrane per la rigenerazione tissutale guidata nella chirurgia orale e maxillo- facciale - Contenuti del fascicolo tecnico

## ISO 23000 - ISO 23999
- ISO/IEC TR 23000-1:2007 Tecnologia dell'informazione - Formato di applicazione multimediale (MPEG-A) - Parte 1: Scopo per i formati di applicazione multimediale
- ISO/IEC 23004-1:2007 Tecnologia dell'informazione - Middleware multimediale - Parte 1: Architettura
- ISO/IEC 23005-1:2016 Tecnologia dell'informazione — Contesto e controllo dei media - Parte 1: Architettura
- ISO/IEC 23270:2003 linguaggio di programmazione C#
- ISO 23208:2019 Recipienti criogenici - Pulizia per il servizio criogenico

## ISO 24000 - ISO 24999
- ISO/IEC 24727 Identification cards – Integrated circuit card programming interfaces
- ISO 24500 Ergonomia - Design accessibile - Segnali acustici per prodotti di consumo

## ISO 25000 - ISO 25999
- ISO/IEC 25000 Ingegneria di sistemi e software - Requisiti di qualità e valutazione di sistemi e software (SQuaRE) - Guida a SQuaRE
- ISO 25178 Specifiche geometriche del prodotto (GPS) - Struttura della superficie: areale

## ISO 26000 - ISO 26999
- ISO 26000 Guida alla responsabilità sociale
- ISO 26262 Veicoli stradali - Sicurezza funzionale

## ISO 27000 - ISO 27999
- ISO/IEC 27001 Tecnologie Informatiche – Tecniche di sicurezza - Sistemi di gestione della sicurezza dell'informazione (SGSI) - Requisiti
- ISO/IEC 27002:2022 Tecnologie Informatiche - Tecniche di sicurezza - Codice di pratica per la gestione della sicurezza delle informazioni
- ISO/IEC 27003 Tecnologie Informatiche - Tecniche di sicurezza - Guida all'implementazione dei SGSI
- ISO/IEC 27006 Tecnologie Informatiche - Tecniche di sicurezza - Requisiti per gli organismi che forniscono audit e certificazione dei SGS
- ISO/IEC 27009 Tecnologie Informatiche - Tecniche di sicurezza - Applicazione specifica per settore di ISO/IEC 27001 – Requisiti.
- ISO/IEC 27017:2015 - Information technology — Security techniques — Code of practice for information security controls based on ISO/IEC 27002 for cloud services
- ISO/IEC 27018:2019 - Information technology — Security techniques — Code of practice for protection of personally identifiable information (PII) in public clouds acting as PII processors
- ISO/IEC 27031 Tecnologie Informatiche - Tecniche di sicurezza - Linee guida per la preparazione delle tecnologie dell'informazione e della comunicazione per la continuità operativa
- ISO/IEC 27032 Tecnologia dell'informazione - Tecniche di sicurezza - Linee guida per la sicurezza informatica (Cyber security)
- ISO/IEC 27037 Linee guida per l'identificazione, acquisizione e conservazione delle prove digitali
- ISO 27500:2016 Organizzazione orientata all'utente - Principi generali e logici

## ISO 28000 - ISO 28999
- ISO 28000 Specifica per i sistemi di gestione sicurezza per la catena di fornitura (supply chain)
- ISO 28001 Sistemi di gestione della sicurezza per la catena di approvvigionamento - Best practice per l'implementazione della sicurezza, valutazioni e piani della catena di approvvigionamento - Requisiti e linee guida
- ISO 28002 Sistemi di gestione della sicurezza per la catena di approvvigionamento - Sviluppo della resilienza nella catena di approvvigionamento - Requisiti con guida per l'uso

## ISO 29000 - ISO 29999
- ISO 29100 Tecnologie informatiche - Tecniche per la sicurezza - Quadro di riferimento per la privacy
- ISO 29119 Ingegneria del software e dei sistemi - Test del software
- ISO 29990 Servizi per l'apprendimento relativi all'istruzione e alla formazione non formale - Requisiti di base per i fornitori del servizio
- ISO 29991 Servizi per l'apprendimento relativi all'istruzione e alla formazione non formale - Requisiti
- ISO 29993 Servizi per l'apprendimento relativi all'istruzione e alla formazione non formale - Requisiti di servizio

## ISO 30000 - ISO 39999
- ISO 30300 Informazione e documentazione - Sistemi di gestione documentale - Fondamenti e vocabolario
- ISO 30400 Gestione delle risorse umane - Vocabolario
- ISO 30414:2018 Gestione delle risorse umane - Linee guida per la rendicontazione del capitale umano interno ed esterno
- ISO 30415:2021 Gestione delle risorse umane - Diversità e inclusione
- ISO 31000:2018 Gestione del rischio - Linee guida
- ISO 31030:2021 Gestione del rischio di viaggio: linee guida per le organizzazioni
- ISO 32000 Document management -- Portable document format PDF
- ISO 35001:2019 Gestione rischio biologico per laboratori e altre organizzazioni correlate
- ISO 37000:2021 Guida alla governance delle organizzazioni
- ISO 37001:2016 Sistema di gestione per l'anticorruzione
- ISO 37100:2016 Città e comunità sostenibili - Vocabolario
- ISO 37120:2018 Città e comunità sostenibili - Indicatori per i servizi cittadini e la qualità della vita
- ISO 37123:2019 Città e comunità sostenibili — Indicatori per città resilienti
- ISO 37301:2021 Sistemi di gestione della conformità (compliance) - Linee guida. (titolo originale: Compliance management systems - Guidelines)
- ISO 37500:2014 Guida all'outsourcing
- ISO/IEC 38500 Informatica - Governance dell'IT per l'organizzazione
- ISO 39001 standard per la riduzione del rischio stradale.

## ISO 40000 - ISO 49999
- ISO/IEC 40500:2012 Tecnologie per l'informazione - Linee guida per l'accessibilità dei contenuti Web (WCAG) 2.0
- ISO 41001:2018 Facility management - Sistemi di gestione - Requisiti con guida per l'utilizzo
- ISO 41011:2024 Facility management - Vocabolario
- ISO 41012:2017 Facility management - Guida sull'approvvigionamento strategico e l'elaborazione degli accordi
- ISO/IEC 42001:2023 Tecnologie informatiche - Intelligenza artificiale - Sistema di gestione
- ISO 42500:2021 Sharing economy - General principles in italiano: Economia della condivisione - Principi generali
- ISO 44001:2017 Sistemi di gestione delle relazioni di business collaborativi - requisiti e quadro di riferimento
- ISO 45001:2018 Sistemi di gestione per la salute e sicurezza sul lavoro – Requisiti e guida per l'uso
- ISO 46001:2019 Sistemi di gestione dell'efficienza idrica - -Requisiti con guida per l'uso

## ISO 50000 - ISO 59999
- ISO 50001:2018 Sistemi di gestione dell'energia - Requisiti e linee guida per l'uso
- ISO 50002:2014 - Energy audits — Requirements with guidance for use
- ISO 50003:2021 - Energy management systems — Requirements for bodies providing audit and certification of energy management systems
- ISO 50004:2020 - Energy management systems - Guidance for the implementation, maintenance and improvement of an ISO 50001 energy management system

- ISO 50005:2021 - Energy management systems — Guidelines for a phased implementation
- ISO 50006:2023 - Energy management systems - Evaluating energy performance using energy performance indicators and energy baselines
- ISO 50007:2017 - Energy services — Guidelines for the assessment and improvement of the energy service to users • ISO/TS 50008:2018 - Energy management and energy savings — Building energy data management for energy performance — Guidance for a systemic data exchange approach
- ISO/TS 50008:2018 Energy management and energy savings - Building energy data management for energy performance - Guidance for a systemic data exchange approach
- ISO 50009:2021 - Energy management systems — Guidance for implementing a common energy management system in multiple organizations
- ISO/PAS 50010:2023 - Energy management and energy savings - Guidance for net zero energy in operations using an ISO 50001 energy management system
- ISO/TS 50011:2023 - Energy management systems ― Assessing energy management using ISO 50001:2018
- ISO 50015:2014 - Energy management systems - Measurement and verification of energy performance of organizations - General principles and guidance
- ISO 50021:2019 - Energy management and energy savings — General guidelines for selecting energy savings evaluators
- ISO/TS 50044:2019 - Energy saving projects (EnSPs) — Guidelines for economic and financial evaluation
- ISO 50045:2019 - Technical guidelines for the evaluation of energy savings of thermal power plants
- ISO 50046:2019 - General methods for predicting energy savings
- ISO 50047:2016 - Energy savings — Determination of energy savings in organizations
- ISO 50049:2020 - Calculation methods for energy efficiency and energy consumption variations at country, region and city levels

- ISO 52000-1 Rendimento energetico degli edifici - Valutazione generale del EPB - Parte 1: Quadro generale e procedure
- ISO 53800:2024 Linee guida per la promozione e l’attuazione dell’uguaglianza di genere e dell’empowerment delle donne
- ISO 55000:2014 Gestione dei beni (asset management) - Sistemi di gestione - Requisiti
- ISO 55001:2014 Gestione dei beni (asset management) - Panoramica, principi e terminologia
- ISO 55002 Gestione dei beni (asset management) - Linea guida per l'applicazione della ISO 55001
- ISO 56000:2020 Gestione dell'innovazione - Fondamenti e vocabolario
- ISO 56002:2019 Gestione dell'innovazione - Sistema di gestione dell'innovazione - Guida
- ISO 56003:2019 Gestione dell'innovazione - Strumenti e metodi per il partenariato per l'innovazione - Orientamenti
- ISO/TR 56004:2019 Valutazione della gestione dell'innovazione - Guida
- ISO 56005:2020 Gestione dell'innovazione - Strumenti e metodi per la gestione della proprietà intellettuale - Guida

## ISO 60000 - ISO 69999
- ISO/IEC/IEEE 60559 Information technology - Microprocessor Systems - Floating-Point arithmetic

## ISO 80000 - ISO 89999
- ISO 80000 standard in 14 parti sulle grandezze e unità di misura (anche noto come standard IEC 80000 della Commissione elettrotecnica internazionale) che ha sostituito l'ISO 31.
- ISO/IEC 80001 Applicazione della gestione dei rischi per reti IT che incorporano dispositivi medici
- ISO/TS 80004 Nanotecnologie – Vocabolario.
- ISO/IEC 80601 Apparecchiature elettriche mediche

## ISO 90000 - ISO 99999
- ISO/IEC 90000 "processo di valutazione formale mediante il quale un organismo indipendente dichiara che un determinato prodotto, processo o servizio, è conforme ad una specifica norma o ad uno standard predefinito"
- ISO/IEC 90003 Ingegneria del software e di sistema - Guida per l'applicazione della ISO 9001 al software per elaboratore.
- ISO/IEC TR 90005:2008 Systems engineering - Guidelines for the application of ISO 9001 to system life cycle processes
- ISO/IEC TR 90006:2013 Information technology - Guidelines for the application of ISO 9001:2008 to IT service management and its integration with ISO/IEC 20000-1:2011